# Limeshain
Limeshain är en kommun i Wetteraukreis i Regierungsbezirk Darmstadt i förbundslandet Hessen i Tyskland. Kommunen bildades 31 december 1971 genom en sammanslagning av de tidigare kommunerna Hainchen, Himbach och Rommelhausen.